# Brandur Jónsson
Brandur Jónsson (1192 - 1264) fue el octavo obispo católico de Hólar, Islandia, entre 1263 y 1264. Era hijo de Jón Sigmundsson (1168 - 1212) de Svínafell, Hjaltastaður, Norður-Múlasýsla del clan familiar de los Svínfellingar y de Halldóra Arnórsdóttir (n. 1170), descendiente de Arnór Kolbeinsson (1140 - 1180) del clan familiar de los Ásbirningar. Brandur fue el último obispo de Hólar en la Mancomunidad Islandesa, territorio que se sometió a la corona noruega entre 1262 y 1264. 
Brandur se educó en Svínafell, se especula que nació a finales del siglo XII o principios del siglo XIII pero no más tarde de 1205. Fue abad del Monasterio de Þykkvabær, de la orden de los agustinos, entre 1247 y 1262. Posiblemente fue monje del monasterio y asumió el cargo tras la renuncia del anterior abad Arnór Össurarson. Durante ese periodo también estuvo al servicio (umboðsmaður) de los obispos de Skálholt.  
Su papel en la guerra civil, periodo conocido como Sturlungaöld, fue bastante controvertido. No obstante, la saga Svínfellinga le define como «un hombre que gobernó al este de Þykkvabær y fue un buen ministro, sabio y popular, rico y generoso. En aquel tiempo buscó el bienestar de los que le rodeaban».
Tras desaparecer la Mancomunidad Islandesa y someterse Islandia bajo el control de la corona de Noruega en 1262, comenzaron los cambios de responsabilidades y Brandur fue nombrado obispo de Hólar, y su discípulo Runólfur Sigmundsson fue elegido abad del monasterio de Þykkvabær. Entonces viajó a Noruega para ser ordenado el 4 de marzo de 1263, pero no tuvo oportunidad de ostentar su cargo porque murió al año siguiente, el 26 de mayo de 1264.
Brandur Jónsson no estaba casado, pero las sagas le imputan un hijo, Þorstein Brandsson (m. 1287).

## Obra
Brandur era un hombre muy culto y dominaba diversas disciplinas. Tradujo al nórdico antiguo la Alexanders saga, sobre la figura de Alejandro Magno. También es responsable de la traducción de Gyðinga saga (saga de los judíos), entre otros textos. Hermann Palsson sustenta la hipótesis que también estuvo involucrado en la edición de saga de Hrafnkell poco antes de 1260.